# تايلور موريس
تايلور موريس (بالإنجليزية: Taylor Morris)‏ هو متسابق على الجليد بمزلاجة أمريكي، ولد في 4 يونيو 1991 في سولت ليك في الولايات المتحدة.

## وصلات خارجية
- تايلور موريس على موقع FIL (الإنجليزية)
- تايلور موريس على موقع اللجنة الأولمبية الدولية (الإنجليزية)
- تايلور موريس على موقع أوليمبيديا (الإنجليزية)
- تايلور موريس على موقع اللجنة الأولمبية والبارالمبية الأمريكية (الإنجليزية)